# SK Svoboda Maribor
SK Svoboda bio je slovenski nogometni klub iz Maribora. Osnovan 1921. godine, prestao je s radom 1935. godine.

## O klubu
U travnju 1921. u Mariboru je u sklopu Delavsko-izobraževalne zveze Svoboda počeo djelovati izrazito radnički športski klub SK Svoboda. Klub je bio izrazito lijevo orijentiran i brzo je zauzeo mjesto središnjeg radničkog kluba u mariborskim nogometnim krugovima, koje je prethodno držao njemački SK Rote Elf. Momčad Svobode prvi put je zakoračila na travnato igralište u travnju 1921. godine, kada je odigrao dvije utakmice protiv gradskih rivala SV Rapida (poraz 5:1) i I. SSK Maribor (poraz 3:0). Istog mjeseca klub je primljen u Ljubljanski nogometni podsavez. U klubu su igrali Slovenci i Nijemci, što se može vidjeti i iz prvog provjerenog igračkog kadra: Josip Anrater, Vinko Bahun, Josip Breznik, Anton Engler, Mihael Erzenšek, Rudolf Erzenšek, Alojzij Gernjak, Rudolf Kilzer, Mihael Kocian, Walter Koljenc, Vlado Loschnig, Vlado Magdič, Ivan Otrokar, Franc Polančič, Ivan Robič, Franc Senekovič, Alojzij Simonc, Peter Schichtner, Ferdinand Schichtner, Josip Wagner, Maks Wagner, Karol Wehowski, Emrich Wistan, Henrik Wivid i Franc Zeichen. Sjedište uprave kluba bilo je na Ruškoj cesti 7 u Mariboru, gdje je bila i mariborska podružnica Delavsko-izobraževalne zveze Svoboda. Klub nije imao svoje igralište sve do 1933. godine. Dobio ga je tek 4. lipnja 1933. u Magdalenskom parku, a događaj je uveličan nogometnim turnirom.
Klupske boje 1932. bile su crna i zelena, a klupska adresa Delavska zbolnica, Sodna ul. 9/II.
SK Svoboda djelovao je do srpnja 1935. godine, kada su ga vlasti zabranile. Povod zabrani bio je općenarodni skup Svobode u Celju, koji je, prema mišljenju tadašnjih vlasti, imao izrazito protudržavni karakter. Iste godine u Mariboru, točnije u Pobrežju, osnovan je novi klub pod imenom SK Slavija. I on je proizašao iz radničkog pokreta, a u njega je pristupila većina igrača iz tada raspuštenog radničkog kluba SK Svoboda. Klub je relativno uspješno djelovao sve do okupacije 1941. godine, kada je zabranjen.

## Unutarnje poveznice
- Maribor